# Colhuehuapisuchus lunai
Colhuehuapisuchus lunai — викопний вид крокодилоподібних плазунів родини Peirosauridae, що існував у пізній крейді. Описаний у 2020 році з решток, що знайдені в Аргентині у відкладеннях формації Lago Colhué Huapi на півдні провінції Чубут. Голотип представлений лише передньою третиною нижньої щелепи з декількома цілими зубами in situ.